# Johannes Schmid (Regisseur)
Johannes Schmid (* 23. Oktober 1973 in Vilsbiburg) ist ein deutscher Filmregisseur, Theaterregisseur, Opernregisseur und Drehbuchautor.

## Leben
Schmid studierte Theater- und Filmwissenschaften, Germanistik, Kunstgeschichte und Musikwissenschaften in Erlangen und München. Nach seinem Studium inszenierte er ab 1996 erste eigene Kurzfilme, sowie seit 2000 über 45 Sprech- und Musiktheaterstücke u. a. am Bayerischen Staatsschauspiel, an der Deutschen Oper am Rhein, der Oper Dortmund, dem Theater Konstanz, den Salzburger Festspielen, dem Teatro alla Scala, der Oper Bonn, dem Stadsteater Malmö, den Kammerspielen Landshut, dem Theater Sankt Gallen, dem Nationaltheater Mannheim und an der Schauburg in München.
Im Jahr 2000 gründete er zusammen mit Philipp Budweg die Filmproduktionsfirma „schlicht und ergreifend“, aus der 2011 die „Lieblingsfilm GmbH“ hervorging. Für die Produktion Aus der Tiefe des Raumes von Gil Mehmert wurde Schmid mit dem VGF-Nachwuchsproduzentenpreis 2004 ausgezeichnet.
2006/2007 realisierte Schmid, der für seine Kurzfilme mehrfach prämiert wurde, mit Blöde Mütze! seinen ersten abendfüllenden Spielfilm als Regisseur. Der Film erhielt zahlreiche Preise auf nationalen und internationalen Festivals. 2010 folgte sein zweiter Spielfilm, die deutsch-polnische Produktion Wintertochter, die im Oktober 2011 in die Kinos kam und 2012 mit dem Deutschen Filmpreis in der Kategorie „Bester Kinderfilm“ ausgezeichnet wurde.
Im Herbst 2014 starteten die Dreharbeiten zu seinem dritten Kinofilm, dem Liebesdrama Agnes nach dem gleichnamigen Roman von Peter Stamm. Der Film feierte seine Weltpremiere auf dem Internationalen Filmfestival in Palm Springs und kam am 2. Juni 2016 in die deutschen Kinos.
2022 und 2023 folgten die österreichisch-deutschen Familienfilme Geschichten vom Franz und Neue Geschichten vom Franz, die u. a. auf Kinderfilmfestivals in Poznan, New Delhi und Chicago ausgezeichnet wurden. Mit dem Drama "Wir für immer" realisierte Schmid 2023/24 seinen ersten TV-Film für den WDR/ARD.

## Filmregie
- 1996: Sternenzug (Kurzfilm, auch Drehbuch)
- 1998: Halbdrei (Kurzfilm, auch Drehbuch)
- 2002: Merle (Kurzfilm, auch Drehbuch)
- 2001: Flügelfisch (Kurzfilm, auch Drehbuch)
- 2007: Blöde Mütze! (Kinofilm, auch Drehbuch, auch Produktion)
- 2011: Wintertochter (Kinofilm)
- 2016: Agnes (Kinofilm, auch Drehbuch)
- 2022: Geschichten vom Franz (Kinofilm)
- 2023: Neue Geschichten vom Franz (Kinofilm)
- 2024: Wir für immer (auch Drehbuch)

## Theaterinszenierungen (Auswahl)
- 2001: Heute abend: Lola Blau, Musical von Georg Kreisler, kleines theater – Kammerspiele Landshut
- 2003: Don Gil von den grünen Hosen von Tirso de Molina, KULTURmobil des Bezirks Niederbayern
- 2004: Baby Talk, Musical von Peter Lund/Thomas Zaufke, Teamtheater Comedy München
- 2005: Don Pasquale, Oper von Gaetano Donizetti, Pasinger Fabrik – Münchens Kleinstes Opernhaus
- 2006: Das Trollkind nach Selma Lagerlöf, Schauburg München
- 2007: Shockheaded Peter, Junk-Opera von McDermott/Crouch/Jacques, Pfalztheater Kaiserslautern
- 2007: Eine Odyssee nach Homer von Ad de Bont, Schauburg München
- 2008: Stillleben in einem Graben von Fausto Paravidino, Bayerisches Staatsschauspiel
- 2008: Der Proceß nach dem Roman von Franz Kafka, Theater Konstanz
- 2009: Don Quijote von der Mancha nach Cervantes, Bayerisches Staatsschauspiel
- 2010: Jakob von Gunten, Kammeroper von Benjamin Schweitzer nach Robert Walser, Theater Sankt Gallen
- 2011: Eisberg nach Sizilien, Kammeroper von Kurt Schwertsik nach F. K. Waechter, Junge Oper Nationaltheater Mannheim
- 2011: In 80 Tagen um die Welt von Pavel Kohout, Theater Konstanz
- 2012: The Fairy Queen, Semi-Opera von Henry Purcell, Theater Sankt Gallen
- 2012: Beatrice Cenci, Oper von Berthold Goldschmidt, Oper Dortmund
- 2013: Nichts. Was im Leben wichtig ist, nach dem Roman von Janne Teller, Theater Münster
- 2013: Die Entführung aus dem Serail für Kinder, Salzburger Festspiele, 2016 auch Teatro alla Scala Mailand
- 2013: Anatevka – Fiddler on the Roof, Musical von Jerry Bock und Joseph Stein, Oper Dortmund
- 2014: Vom Mädchen, das nicht schlafen wollte, Oper von Marius Felix Lange, Deutsche Oper am Rhein, 2015 auch Oper Dortmund, 2016 auch Oper Bonn
- 2015: Entführung aus dem Serail, Singspiel von W.A. Mozart, Theater Sankt Gallen
- 2015: Ronja Räubertochter, Oper von Jörn Arnecke, Deutsche Oper am Rhein, 2016 auch Oper Dortmund, 2017 auch Oper Bonn
- 2016: Die Schneekönigin, Oper von Marius Felix Lange, Deutsche Oper am Rhein, 2018 auch Oper Dortmund, 2019 auch Oper Bonn
- 2016: Käpt'n Bone, Kinderoper nach Rossinis Italienerin in Algier, Festspielhaus Baden-Baden
- 2018: La Juive, Oper von Fromental Halévy, Innenstadt von Konstanz (Südwestdeutsche Philharmonie)
- 2018: Der Vampyr, Oper von Heinrich Marschner, Läcko Slott Opera Schweden
- 2018: Paranoid Park nach dem Roman von Blake Nelson, Malmö Stadsteater Schweden
- 2020: Kohlhaas! nach dem Roman von Heinrich von Kleist, Teater Giljotin Stockholm
- 2020: Cyrano de Bergerac von Estmond Rostand, Malmö Stadsteater Schweden
- 2022: Eisbachwelle von Florian Wacker, Schauburg München
- 2023: Kallocain, nach dem Roman von Karin Boye, Folkteater Gävleborg, Schweden

## Auszeichnungen (Auswahl)
- 2003: Nachwuchspreis beim 13. Kinder-Film&Fernsehfestival „Goldener Spatz“ für Merle
- 2004: VGF-Nachwuchsproduzentenpreis für Aus der Tiefe des Raumes von Regisseur Gil Mehmert
- 2007: Nachwuchspreis beim 15. Kinder-Film&Fernsehfestival „Goldener Spatz“ für Blöde Mütze!
- 2007: Kinder-Medien-Preis Der weiße Elefant für Blöde Mütze!
- 2007: TZ-Rose des Jahres für Eine Odyssee (Schauburg München) als beste Münchner Theaterproduktion des Jahres
- 2008: Drehbuchpreis Kindertiger für Blöde Mütze! (bestes Kinderfilmdrehbuch)
- 2008: Goldener Schwan, Hauptpreis Internationales Kinderfilmfestival Moskau für Blöde Mütze!
- 2011: Golden Butterfly für Beste Regie beim Internationalen Kinderfilmfestival Isfahan/Iran für Wintertochter
- 2012: Deutscher Filmpreis LOLA für Wintertochter in der Kategorie Bester Kinderfilm
- 2022: Golden Goat für Geschichten vom Franz beim Internationalen Kinderfilmfestival Alekino Poznan
- 2024 Brüder-Grimm-Poetikprofessur an der Universität Kassel

## Belege
1. ↑  Agnes. moviepilot.de, 2016, abgerufen am 11. März 2023.

| Personendaten    | Personendaten                                        |
| ---------------- | ---------------------------------------------------- |
| NAME             | Schmid, Johannes                                     |
| KURZBESCHREIBUNG | deutscher Regisseur, Drehbuchautor und Filmproduzent |
| GEBURTSDATUM     | 23. Oktober 1973                                     |
| GEBURTSORT       | Vilsbiburg                                           |